# Богатирьов Іван Григорович
Богатирьов Іван Григорови (9 травня 1954) — доктор юридичних наук, професор, заслужений діяч наук і техніки України, видатний український кримінолог, спеціаліст у галузі кримінального та кримінально-виконавчого права.

## Біографія
Богатирьов Іван Григорович народився 09 травня 1954 р. на Чернігівщині у с. Халимоново, Бахмацького району. Одружений, має дочку, яка є доктором юридичних наук та сина - кандидат юридичних наук.
У 1983 році закінчив Ленінградське Вище політичне училище ім. 60-річчя ВЛКСМ МВС СРСР, отримавши вищу освіту за спеціальністю юрист.
Професійний досвід: служба у Збройних силах СРСР (1972–1974 рр.); служба в органах внутрішніх справ (1974–1999 рр;) служба у Державному департаменті з питань виконання покарань (1999–2005 рр.;) служба у Державній пенітенціарній службі України (2011–2012 рр.).
На викладацькій ниві з 1986 р.: викладач, старший викладач, начальник циклу загально-юридичних дисциплін, проректор з навчальної та методичної роботи Чернігівського юридичного коледжу ДДУПВП. З 2006–2008 рр. — професор, завідувач кафедри кримінально-правових дисциплін Дніпропетровського державного університету внутрішніх справ; 2008–2011 рр. — ректор Поліцейської фінансово-правової академії (м. Бровари); 2011–2012 рр. — начальник Інституту кримінально-виконавчої служби (м. Київ). На даний час завідувач кафедри правознавства Буковинського державного фінансово-економічного університету.
Богатирьов Іван Григорович є головою науково-експертної ради Державної пенітенціарної служби України. З 2011 року — експерт ВАК України. Член двох спеціалізованих вчених рад із захисту докторських і кандидатських дисертацій зі спеціальності 12.00.08 — кримінальне право та кримінологія; кримінально-виконавче право та 12.00.09 — кримінальний процес, криміналістика, судова експертиза, оперативно-розшукова діяльність. Член редколегії «Наукового вісника Інституту кримінально-виконавчої служби», «Наукового вісника Дніпропетровського державного університету внутрішніх справ» та журналу «Фемида» (Республіка Казахстан).
Засновник пенітенціарної наукової школи «Інтелект», яка займається науковим пошуком кримінальної, кримінологічної та кримінально-виконавчої характеристик покарань та засуджених, які їх відбувають за вчинені злочини. До наукової школи входить понад 40 членів по всій Україні. Науковий консультант та науковий керівник понад 45 дисертаційних робіт.

## Науково-педагогічні здобутки і нагороди
У 1996 р. захистив дисертацію на здобуття наукового ступеня кандидата юридичних наук за спеціальністю 12.00.08. на тему: «Правове і організаційне забезпечення виховно-профілактичного впливу на засуджених, які стоять на обліку інспекції виправних робіт». У 2002 р. — присвоєно вчене звання доцента. У 2006 р., захистивши дисертацію на тему: «Кримінальні покарання, не пов'язані з позбавленням волі (теорія і практика їх виконання кримінально-виконавчою нспекцією)», було присуджено науковий ступінь доктора юридичних наук за спеціальністю 12.00.08. «Кримінальне право та кримінологія; кримінально-виконавче право», 2007 р. — присвоєно вчене звання професора.
Указом Президента України № 269/2015 від 15.05.2015 р. нагороджений державною нагородою «Заслужений діяч науки і техніки України».

## Наукові праці
1. Кримінально-виконавче право України: навч. посіб. / Чернігівський юридичний колледж / І. Г. Богатирьов. − Чернігів: «Юрист». − 1997. − 285 с.
2. Юридична деонтологія: навч. посіб / І. Г. Богатирьов. − Чернігів: ДКП ВВ управління у справах преси та інформації, 2000. − 86 с.
3. Виправні роботи як вид покарань: кримінальні, кримінологічні та кримінально-виконавчі проблеми: монограф. / І. Г. Богатирьов. — К. : «МП Леся», 2002. — 139 с.
4. Корекційна поведінка засуджених жінок в установах виконання покарань: навч. посіб. / І. Г. Богатирьов. − Чернігів: ПОД Чернігівського ДЦНТІ, 2003. − 168 с.
5. Європейські стандарти підготовки офіцерів пробації: підруч. з провадж. програм / За заг. ред. канд. юрид. наук., доц. І. Г. Богатирьова. − Чернігів, 2005. − 123 с.
6. Теорія і практика виконання кримінально-виконавчою інспекцією покарань, не пов'язаних з позбавленням волі: моногр. / І. Г. Богатирьов — К. : Атіка, 2005. — 312 с.
7. Державна кримінально-виконавча служба України. Історія та сучасність / І. Г. Богатирьов, О. І. Богатирьова. − Дніпропетровськ: ПП «Ліра ЛТД», 2007. − 352 с.
8. Кримінально-виконавче право України: навч. посіб. для студентів, курсантів, слухачів вищих юрид. навч. закладів освіти III–IV рівня акредитації [2-е вид, доп. і перероб.] / І. Г. Богатирьов. − Дніпропетровськ: Дніпропетр. держ. ун-т внутр. справ, 2007. − 244 с.
9. Кримінально-виконавче право України: курс лекц. / Під. заг. ред. докт. юрид. наук. проф. І. Г. Богатирьова. — Чернігів: Просвіта, 2007. − 236 с.
10. Кримінально-виконавче право України: навч.-метод. комплекс (за вимогами кредитно-модульної системи) / І. Г. Богатирьов. − Чернігів: КП «Вид-во Чернігівські обереги», 2007. − 48 с.
11. Робочо-навчальна програма дисципліни «Кримінально-виконавче право України» (для бакалаврів, спеціалістів, магістрів юридичних факультетів та вузів) за вимогами кредитно-модульної системи / І. Г. Богатирьов. − Дніпропетровськ: Дніпропетр. держ. ун-т внутр. справ, 2007. − 28 с.
12. Правові засади ОРД: навч.-метод. комплекс (за вимогами кредитно-модульної системи) / І. Г. Богатирьов. − Дніпропетровськ: Дніпропетр. держ. ун-т внутр. справ. − 2007. − 48 с.
13. Програма розвитку наукових досліджень у галузі кримінально-виконавчого права на 2007–2012 роки / І. Г. Богатирьов. − Дніпропетровськ: Дніпропетр. держ. ун-т внутр. справ. − 2007. − 9 с.
14. Кримінально-виконавче право України в контексті міжнародних правових актів: лекц. / І. Г. Богатирьов. — Дніпропетровськ: Дніпропетр. держ. ун-т внутр. справ; Чернігів: «Чернігівські обереги», 2007. − 36 с.
15. Науково-дослідна робота у галузі Кримінально-виконавчого права України: лекц. / І. Г. Богатирьов. — Дніпропетровськ: Дніпропетр. держ. ун-т внутр. справ, 2007. − 28 с.
16. . Кримінально-виконавче право України: підруч. / І. Г. Богатирьов. -К .: Всеукраїнська асоціація видавців «Правова єдність», 2008–352 с.
17. Українська пенітенціарна наука: моногр. / І. Г. Богатирьов. — Х. : Харків юридичний, 2008. — 294 с.
18. Кримінально-виконавча інспекція як суб'єкт запобігання злочинам: моногр. / І. Г. Богатирьов, C. І. Халимоном. — Х.: Харків юридичний, 2009. — 320 с.
19. Оперативно-розшукова діяльність в установах виконання покарань: моногр. / І. Г. Богатирьов, О. М. Джужа, М. П. Ільтяй. — Х. : Харків юридичний, 2009. — 188 с.
20. Юридична деонтологія: навч. посіб. / І. Г. Богатирьов, П. В. Макушев, В. М. Торяник. — Х. : Харків юридичний, 2009. — 212 с.
21. Правові засади ОРД: навч. посіб. / І. Г. Богатирьов, К. В. Антонов, с. І. Халимон, В. В. Вишня, О. В. Сачко. — Х. : Харків юридичний, 2009. — 344 с.
22. Міліція Чернігівщини (події та люди) / І. Г. Богатирьов, І. П. Катиренчук, П. с. Скнар — Х. : Харків юридичний, 2009. — 464 с.
23. Настільна книга судді / І. Г. Богатирьов, І. П. Баглай. — Х. : Харків юридичний, 2009. — 464 с.
24. Кримінально-виконавче право України: підруч. / О. М. Джужа, І. Г. Богатирьов, О. Г. Колб, В. В. Василевич та ін.; За заг. ред.. докт. юрид. наук, проф. О. М. Джужи. — К.: Атіка, 2010. — 725 с.
25. Кримінологічні засади запобігання статевим злочинам: моногр. / І. Г. Богатирьов, М. О. Ларченко. — Ніжин, 2010. — 219 с.
26. Кримінологічні засади запобігання злочинності у великому місті на регіональному рівні: моногр. / І. Г. Богатирьов, М. О. Кисельов. — Бровари, 2010. — 219 с.
27. Кримінально-виконавчі засади виконання і відбування кримінальних покарань у виправних колоніях максимального рівня: моногр. / І. Г. Богатирьов, C. В. Царюк. — Чернігів, 2010. — 159 с.
28. Кримінально-виконавчий кодекс України: наук.-практ. коментар / І. Г. Богатирьов, В. О. Глушков, О. М. Джужа та ін.; За заг. ред. докт. юрид. наук, проф. І. Г. Богатирьова. — К. : Атіка, 2010. — 384 с.
29. Пробація — як альтернатива позбавленю волі в Україні: наук. вид. / І. Г. Богатирьов. — Хмельницький: ХмЦНТЕІ, 2010. — 76 с.
30. Кримінальний кодекс України: постатейні матеріали та навчально-практичні завдання / І. П. Баглай, І. Г. Богатирьов, О. І. Богатирьова, О. М. Литвинов та ін.; За заг. ред. докт. юрид. наук, проф. І. Г. Богатирьова. — К. : Атіка, 2011. — 640 с.
31. Богатирьов І. Г. Соціальна робота із засудженими в Україні: навч. посіб. / І. Г. Богатирьов, С. В. Лучко, М. С. Пузирьов / за заг. ред. І. Г. Богатирьова. — К. : ВД «Дакор», 2013. — 200 с.
32. Богатирьов І. Г. Міліція Чернігівщини у 1919–1940 рр. : навч. посіб. / І. Г. Богатирьов, О. Г. Михайлик. — К. : ВД. Дакор. 2013. — 192 с.
33. Богатирьов І. Г. Кримінально-виконавча характеристика покарання у виді тримання в дисциплінарному батальйоні військовослужбовців: моногр. / І. Г. Богатирьов, Ю. В. Сокоринський. — К. : ВД «Дакор», 2013. — 200 с.
34. Богатирьов І. Г. Кримінально-виконавча характеристика наркозалежних осіб в умовах позбавлення волі: моногр. / І. Г. Богатирьов, В. В. Голец, Н. В. Коломієць — К.: ВД «Дакор» 2013. — 244 с.
35. Богатирьов І. Г. Пенітенціарні установи України (теоретико-правове дослідження): наук. вид. (трьома мовами) / І. Г. Богатирьов. — К. : ПП «Заграй» Київ, 2013. — 444 с.
36. Богатирьов І. Г. Українська пенітенціарна наука. Наукові здобутки школи «Інтелект» / І. Г. Богатирьов. — К. : ПП «Заграй» Київ, 2013. — 352 с.
37. Богатирьов І. Г. Кримінально-виконавче право України: підруч. / І. Г. Богатирьов, О. В. Лісіцков. — К. : ВД «Дакор» — 2014. — 376 с.
38. Богатирьов І. Г Доктринальна модель побудови пенітенціарної системи України нового типу (інноваційний проект) / І. Г. Богатирьов. — К. : ВД «Дакор» — 2014. — 56 с.
39. Богатирьов І. Г. Трансформація кримінально-виконавчого законодавства України (пенітенціарна доктрина) / Богатирьов І. Г., Богатирьов А. І., Іваньков І. В., Пузирьов М. с., Царюк с. В. — К. : Дакор, 2014. −153 с.
40. Богатирьов І. Г. Режим у виправних колоніях Державної пенітенціарної служби України (теорія і практика) / І. Г. Богатирьов, О. В. Щербина. — К. : ВД «Дакор». — 2015. — 165 с.